# Associação pela Derrogação

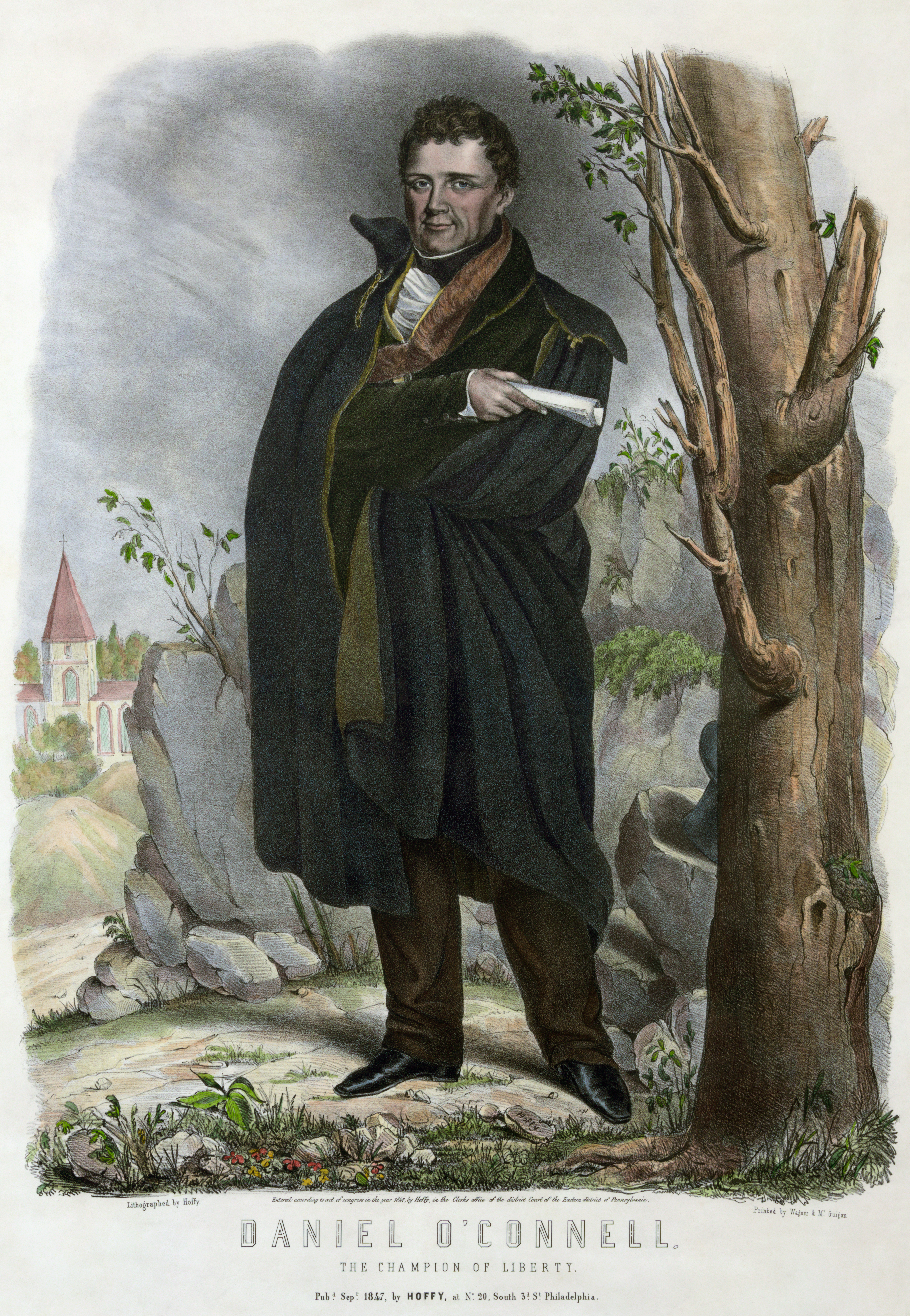
"Daniel O'Connell: The Champion of Liberty", imagem publicada na Pensilvânia em 1847.

A Associação pela Derrogação (em inglês:  Repeal Association) foi um movimento político irlandês dirigido e liderado por Daniel O'Connell, com o propósito de conseguir a derrogação do Acto de União de 1800 entre o Reino da Grã-Bretanha e o Reino da Irlanda.
O propósito da Associação era devolver a Irlanda à posição constitucional que tinha sido conseguida por Henry Grattan e pelo seu Partido dos Patriotas Irlandeses na década de 1780, embora desta vez com maior participação dos católicos, o que era possível graças à Emancipação Católica de 1829. Após o fracasso desta Associação em finais da década de 1840, deu-se o surgimento do movimento Jovem Irlanda
Os candidatos derrogacionistas apresentaram-se nas eleições gerais do Reino Unido em 1832. Entre 1835 e 1841 ligaram-se com o Partido Liberal do Reino Unido.

## Estatísticas eleitorais
Fonte: Walker and Rallings & Thrasher.
| Eleição | Candidatos | Sem oposição | Votos  | % Votos irlandeses | Parlamentares |
| ------- | ---------- | ------------ | ------ | ------------------ | ------------- |
| 1832    | 51         | 14           | 31,773 | 34.6               | 42 (39)       |
| 1835    | 43         | 12           | …      | …                  | 34 (32)       |
| 1837    | 34         | 15           | …      | …                  | 30 (31)       |
| 1841    | 22         | 12           | 12,537 | 24.8               | 20 (18)       |
| 1847    | 51         | 18           | 14,128 | 43.6               | 36 (35)       |